# Avenida Velasco Astete
La avenida Alejandro Velasco Astete es una avenida de la ciudad de Lima, capital del Perú. Se extiende de suroeste a norte en los distritos de Santiago de Surco y San Borja. Lleva el nombre del reconocido aviador peruano Alejandro Velasco Astete, el primer piloto peruano en volar sobre los Andes desde Lima hasta Cusco.

## Recorrido

### Distrito de Santiago de Surco
Se inicia en la avenida Santiago de Surco (Tomás Marsano) en el distrito homónimo. Las dos calzadas de la avenida están separadas a una cuadra entre sí. Posteriormente ambas calzadas se juntan y se extienden a lo largo de 30 cuadras donde cruzan con las avenidas Loma Hermosa, Las Nazarenas, Alfredo Benavides, Caminos del Inca, De la Floresta, Monterrico Chico, Del Sur y Primavera.

### Distrito de San Borja
A partir del cruce con la avenida Primavera, la avenida ingresa al distrito de San Borja, donde se extiende a lo largo de 5 cuadras hasta llegar a la altura del Pentagonito, donde es continuada por la avenida Juan Bielovucic Cavalier hasta llegar al cruce con la avenida Buena Vista y las vías de acceso a la carretera Panamericana Sur.